# Gare d'Écouen - Ézanville
La gare d'Écouen - Ézanville est une gare ferroviaire française de la ligne d'Épinay - Villetaneuse au Tréport - Mers, située sur le territoire de la commune d'Ézanville, à proximité d'Écouen, dans le département du Val-d'Oise. Elle se situe à 17,8 km de la gare de Paris-Nord.
C'est une gare SNCF desservie par les trains du réseau Transilien Paris-Nord (ligne H).

## Situation ferroviaire
La gare d'Écouen - Ézanville est située au niveau du sol naturel, à proximité de la forêt d'Écouen, à l'ouest du centre-ville d'Écouen et au sud du centre d'Ézanville. Établie à 75 m d'altitude, elle se situe au point kilométrique (PK) 17,841 de la ligne d'Épinay - Villetaneuse au Tréport - Mers (PK 0 à Paris-Nord). Elle constitue le quatrième point d'arrêt de la ligne après la gare de Sarcelles - Saint-Brice et précède la gare de Domont.

## Histoire
La ligne d'Épinay à Persan - Beaumont via Montsoult fut ouverte par la compagnie des chemins de fer du Nord en 1877, l'embranchement Montsoult à Luzarches en 1880.
En 2020 et durant les cinq années précédentes, la fréquentation annuelle de la gare s'élève, selon les estimations de la SNCF, aux nombres indiqués dans le tableau ci-dessous.
| Année     | 2020      | 2019      | 2018      | 2017      | 2016      | 2015      |
| --------- | --------- | --------- | --------- | --------- | --------- | --------- |
| Voyageurs | 1 028 707 | 1 881 227 | 1 943 954 | 1 983 810 | 1 939 326 | 1 886 129 |

## Service des voyageurs

### Accueil
La gare dispose d'un guichet Transilien ouvert du lundi au samedi de 6 h 15 à 13 h 10 et de 13 h 40 à 20 h 40 ainsi que les dimanches et jours fériés de 11 h 15 à 18 h 15. Des automates Transilien sont disponibles et adaptés aux personnes à mobilité réduite.

### Desserte
Elle est desservie par les trains de la ligne H du Transilien (réseau Paris-Nord).

Voies, quais et desserte
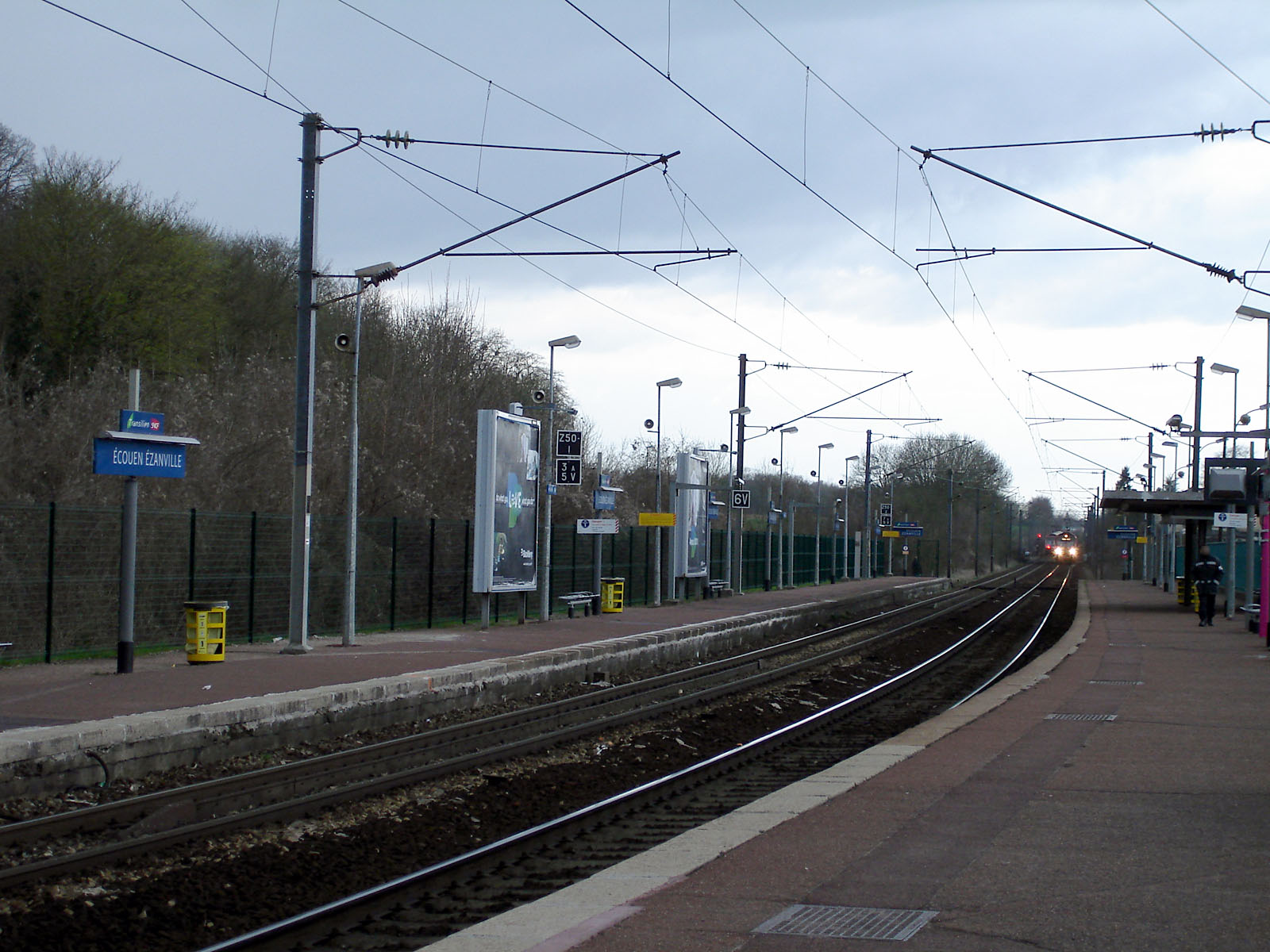
Les voies en direction de Montsoult.
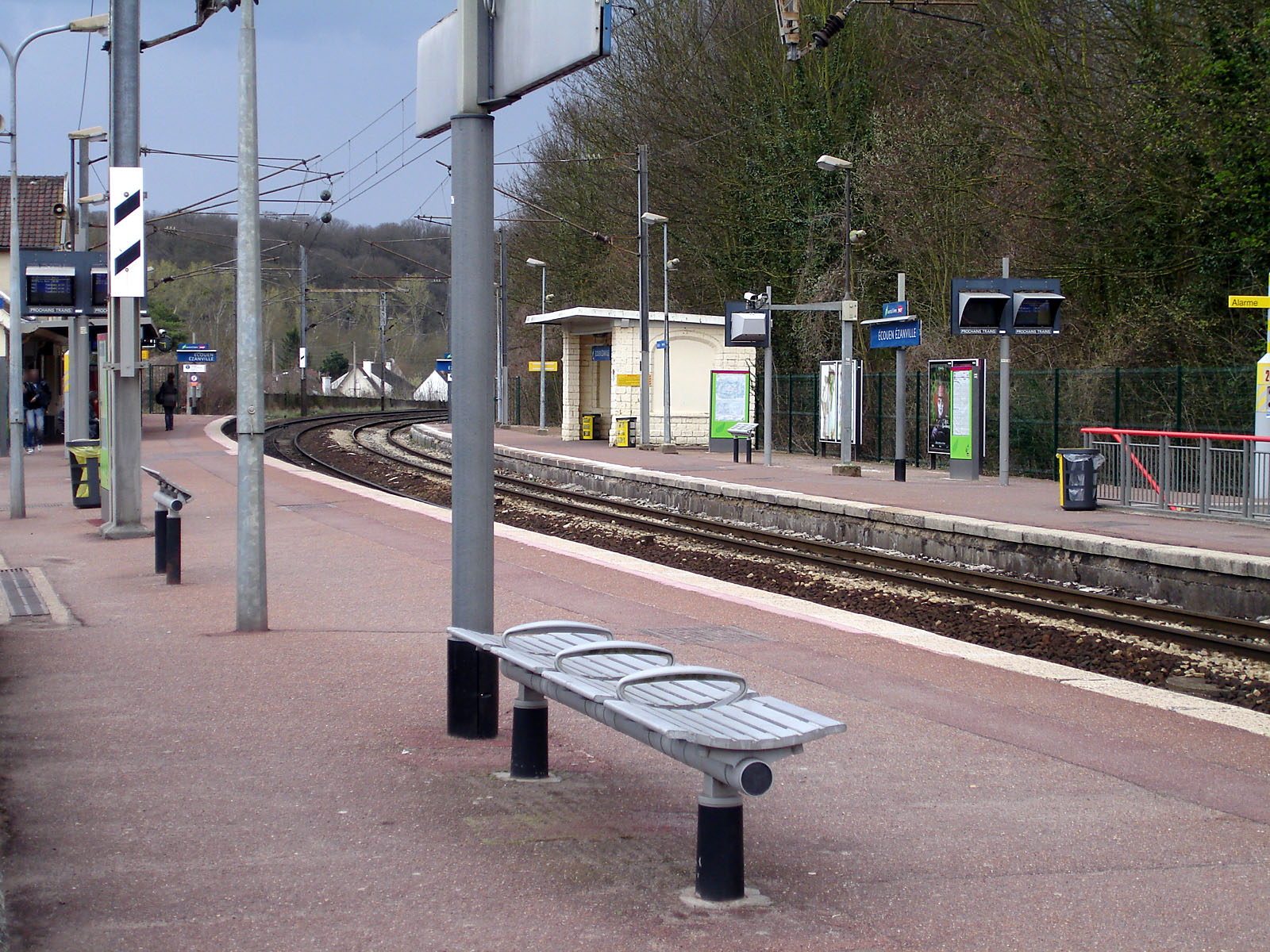
Les voies en direction de Paris.
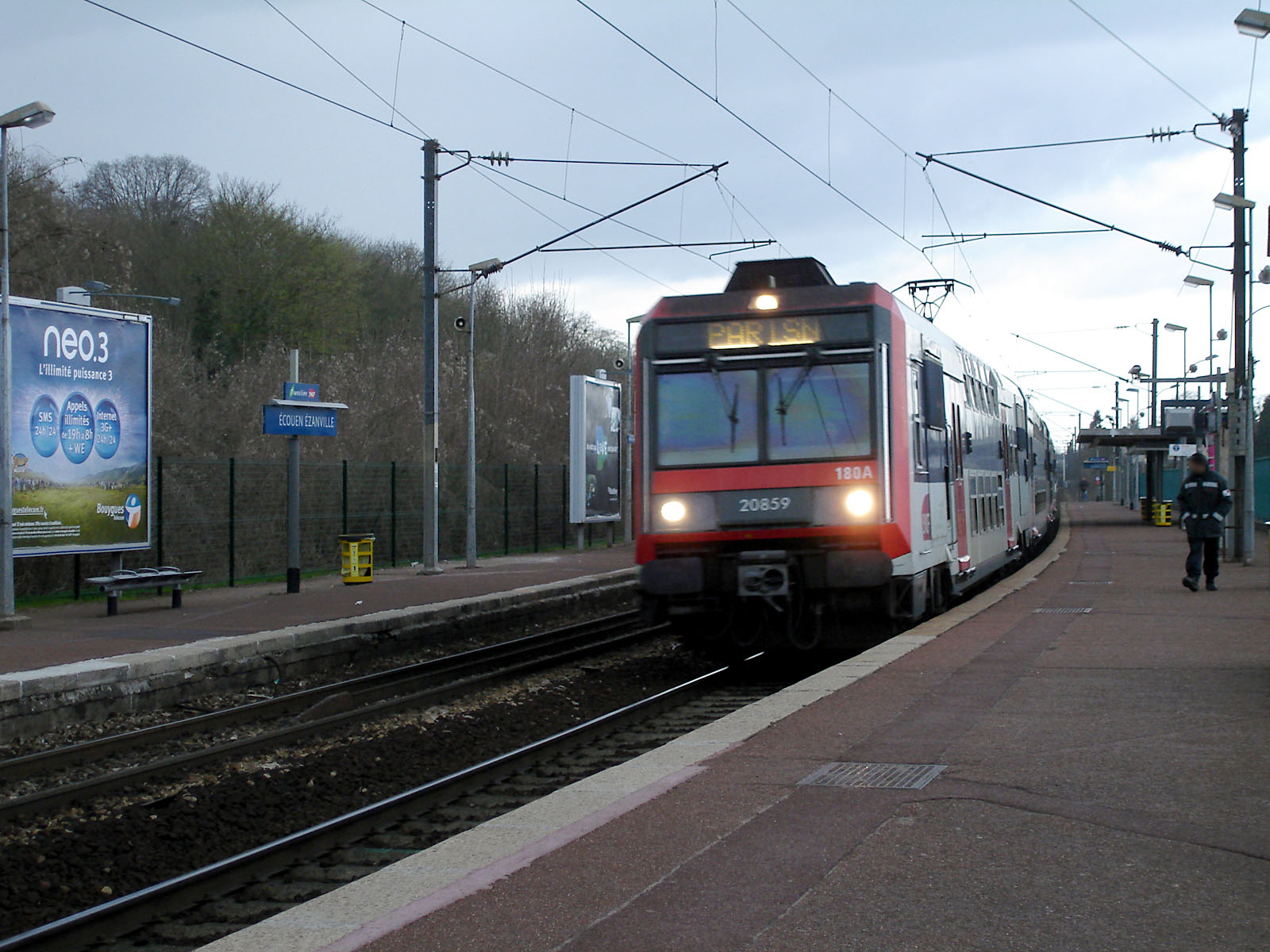
Une Z 20500 entre en gare à destination de Paris-Nord.

### Intermodalité
La gare possède des parkings.
La gare est desservie par la ligne 1517 et Soirée Écouen Ézanville du réseau de bus de la Vallée de Montmorency et par la ligne 269 du réseau de bus RATP.

## Patrimoine ferroviaire
Le bâtiment voyageurs appartient à un type particulier érigé par la Compagnie du Nord sur la section d'Épinay à Montsoult - Maffliers. Ces bâtiments, dotés d'une aile basse en « T » avec un pignon couvrant la salle d'attente, possèdent une aile haute, large de trois travées, sous bâtière transversale.
Celui de la gare d'Écouen - Ézanville a son aile haute disposée à gauche. L'aile basse comportait à l'origine quatre travées (cinq côté rue avec une clôture fermant les angles du « T »). Ces espaces seront comblés lors de l'élargissement de cette aile, qui gagnera aussi une travée.